# 北欧模式
北欧模式（英語：Nordic model），又称斯堪的纳维亚模式（Scandinavian model），是對北歐五國，包括丹麦、芬兰、冰岛、挪威和瑞典，以及屬於丹麥自治領的法罗群岛和格陵兰所採用的政策總稱。
北歐模式的特點是政府從上至下推行的福利国家政策，具體由對政府的監督權、以自由市场为基準的税率、國民都會加入的工会、公司與公司之間的集体谈判以及極度寬鬆的言論自由組成。在第二次世界大战後，北歐列國放棄了列強爭霸的思維，但同時又繼續用武力保護自己，這種作風引起民主國家的巨大好評，美國和西歐各國紛紛開始研究北歐人的行事方式。
实行北欧模式的北欧五国，它們的國內制度雖然存在著一些明顯差异，但也有非常多相似的特徵，例如以最高的標準實現全民勞工福利，旨在消滅貧富差距，增强每个國民追求夢想的意願，讓社会流动性達到最高限度；利用已有的社团主义系统將社區內的人團結起來，建立互勉互助的友善意識；承认私有制，但不鼓勵弱肉強食，而是鼓勵人人平等，提高國民的尊嚴、幸福。
北欧五国的劳工市场平稳、社会凝聚力强、收入分配公平，這些都保證了北歐经济能穩定增长。:11五国的表现在各类社会福利指数中排名均位居最高位，国民享有世界上最高品质的現實生活。在1996年至2006年间，北欧五国的经济表现優於其它欧洲国家，具有较低的失业率和较高的经济增长率，2008年全球金融危机爆發後，北欧五国受到的冲击也相對小得多。
當其中一個北歐國家採取了一個政策時，其他國家會觀察，如果結果良好的話，它們就會立刻複製這個政策；但如果結果不佳的話，那其他北歐國家也會在本國取消類似政策。北歐各国的经济趨勢、社会福利、人民思維高度相似，在長期的共同試驗、糾錯下，國民的生活越來越舒適優渥。一般來說，对北欧模式的评价大多都是正面的，但也存在著少量的負面评價。

## 历史

北欧五国（绿）在世界的位置

北欧国家在19世纪70年代后，经济步入快速发展的轨道。丹麦通过农业的工业化在一战前达到了欧洲GDP的平均线，挪威和瑞典则是在1950年左右达到欧洲GDP的平均线。芬兰先后受芬兰内战和第二次世界大战的影响，加之二战后人口增长快、经济结构单一，经济发展过程相对曲折。不过芬兰在二战后是欧洲发展最为迅速的经济体，在20世纪80年代赶上了其它斯堪的纳维亚国家。:5-6
北欧国家的政治在20世纪30年代出现分水岭。从此以后，这些国家国内的各个阶级开始达成妥协，包括工业与农业（第一产业）之间的妥协、劳工与资本之间的妥协。这样的政治妥协反映在议会和政府的层面，代表不同阶级的政党开始出现在政治舞台上。经过发展，北欧国家的政府逐渐形成了“协商一致的治理”（consensual governance）模式。二战后北欧国家的政府通常是少数派政府，因此需要与意见不同的政党进行协商达成共识。:6-9
北欧国家的福利国家模式可以追溯到19世纪末。19世纪80年代，随工业化和城市化的进行，德国开始建立大规模的社会保险制度。在差不多同一时期，1890-1895年之间，冰岛、丹麦、芬兰、瑞典、挪威也先后实行与德国类似的社会保险制度。从20世纪20年代开始，丹麦和瑞典的社会民主党成为执政党并组建政府，工会组织也在这一时期开始形成。到二战前，北欧国家除芬兰外均已通过一系列改革具备了福利国家的雏形，但工业化程度较低的芬兰是例外。芬兰在二战后才赶上了其它北欧国家的步伐，成为福利国家。二战后，北欧国家的福利国家制度得到进一步的发展，用于社会保障的资金显著增加:9-15。
北欧模式在历史上曾遭遇两次危机。20世纪70年代初，伴随石油危机的爆发，北欧五国与其他发达国家一样陷入危机。这次危机通过新自由主义的市场自由化改革得以解决。:15另一次是20世纪90年代初爆发，北欧五国普遍失业率高企，政府陷入财政危机，其中芬兰的危机较为严重，因苏联解体对芬兰的出口市场造成了严重影响。不过，即使考虑以上兩次危機，在20世纪80年代到21世纪初，北欧五国的经济表现仍然好于绝大部分欧洲国家。:15在1996年到2006年之间，北欧五国的失业率相对低，经济增速一直维持在相对较高水平。

## 取得的成就
通过高税率实现的收入再分配和集体工资谈判，北欧五国具有较低的贫富差距，例如在2011年，丹麦的基尼指数是0.248、瑞典的基尼指数是0.23。北欧五国贫困人口比例非常低。同時失业率也较低，且相比其他欧洲国家具有較高的经济增长率。2008年经济危机后，北欧五国受到的冲击相对较小，经济表现好于其他欧洲国家。北欧五国也未出现如美国一般的严重社会不平等问题。免费的教育使劳动力市场上有足够的高技能劳动力，收入保障机制和社会成员之间的互助协作增加了转型可能性和社会流动性。大部分居民能从北欧模式中收益，因此北欧国家国内普遍支持北欧模式。
北欧五国普遍在各社会指数中排名高位。2013年，挪威是人类发展指数（HDI）最高的国家，挪威、丹麦，以及冰岛三国的HDI位于世界前15位，芬兰的HDI排在世界第24位。在同年的世界快樂報告中，丹麦和挪威并列榜首，芬兰、冰岛，以及瑞典则都位居世界前十位。根据透明国际发布的2013年貪污感知指數，北欧五国是世界上腐败程度最低的五个国家。根据同年的全球性別差距報告，北欧五国的全球性别差距指数均位居世界前15名。

## 北欧模式的特点

### 经济模式
北欧五国的经济以自由市场资本主义为基础，除挪威具有相对较多的国有企业外，其他四国的私有化程度都很高。
北欧五国的工会组织和雇主联盟都很发达。加入工会组织的雇员比例很高。根据2015年的报导，挪威有53%的雇员加入工会、丹麦和芬兰分别有72%和70%的雇员加入工会、冰岛和瑞典有85%的雇员加入工会。相比之下，美国、日本、韩国，以及德国的工会加入率都不足20%。为减少劳工和资本利益之间的冲突，雇主和劳工双方的代表会在政府的参与下，就工资等议题进行谈判。
北欧模式最具代表性的特点是健全的社会福利制度。北欧的社会福利制度基于人人都应享受平等的医疗保健服务和社会保障、人人都有平等的受教育权和文化上的权利的理念。北欧五国都具有健全的公费医疗制度和养老金制度。北欧五国的教育完全免费，教育占GDP的比重高于其它发达国家。就业方面，北欧五国的失业补助金相对较高。就业保障方面，丹麦的就业保障制度相对薄弱，在就业保障方面投入较多的芬兰和瑞典目前也正在减少就业保障:14;52。
与北欧五国的高社会福利对应的是高税率与高公共开支。根据2014年的数据，丹麦的平均税率是55.56%、芬兰是51.25%、冰岛是46.22%、挪威是47.2%，瑞典是57%（当年的世界平均税率是31.37%）。北欧五国的平均公共开支占GDP的50%以上。与此同时，相当一部分的公共服务会进行外包，其中挪威的公共开支中付给外包商的占比最高，为61%，丹麦的外包占比最低，为40%。为满足庞大的社会保障体系需求，北欧五国的相当一部分劳动力（大约30%）在公共部门就职。
处于北欧模式的国家需要有足够的劳动力，以满足社会保障体系的需求、产生足以维持福利体系运作的税金，因此需要令失业率维持在低位。因为北欧五国的保育制度相对健全，妇女能在照顾子女的同时进入劳动市场工作，因此增加了劳动力的供应、使生产力得以提升:103-105。

### 政治制度
北欧五国均实行多党制，国内存在多个代表不同阶级或团体的政党。北欧五国的政治制度可概括为“协商一致的民主制”，务实的政策和妥协在这套制度下受到鼓励。因为实行比例代表制，单一政党很难获得多数，因此政府以少数派政府为主，在推行政策时必须与反对党进行协商:6-9。

### 社会体系
报告显示北欧国家是世界上最大的个人自主信仰者。北欧国家将大政府与个人主义相结合，斯德哥尔摩Ersta Sköndal Bräcke大学学院的拉尔斯·特雷高（瑞典語：Lars Trägårdh）将这种国家的主要任务是促进个人自主和社会流动性的情形描述为国家个人主义。

## 面临的挑战
从20世纪70年代开始，英国和美国的贫富差距开始拉大。北欧五国从20世纪90年代中期以后也开始出现贫富差距扩大的情况，其中以瑞典和芬兰两国最为严重。从1985年到2014年，瑞典和芬兰两国基尼指数的绝对增加值在经合组织国家中是最高的。根据欧盟的数据，瑞典“有陷入贫困风险”（收入低于国民收入中位数60%）的居民比例从2001年的9%上升到2014年的超过15%。贫富差距的加大和社会福利的削减、减税造成收入再分配过程被削弱有关。瑞典和芬兰两国在北欧国家中缩减社会福利最为激进，因此贫富差距的增加也最为显著。
北欧五国国内正面临越来越多的社会问题，许多民众开始有不安全感。移民问题和中东难民问题也逐渐成为北欧国家的社会问题，其中接受难民最多的瑞典难民问题最为严重。低学历的移民或难民可能只能从事低薪工作，造成社会问题。移民问题和难民问题已引发部分民众的不满，未来也可能对北欧国家的经济造成影响，加重北欧国家的经济负担。另一方面，北欧国家又出现高技术人才的缺口，可能对未来的经济造成影响。随欧洲极右翼政党和右翼民粹主义政党的崛起，北欧五国内部也已出现进入议会的极右翼政党或右翼民粹主义政党，如挪威进步党、瑞典民主党。

## 批评与争议
批评者认为，北欧模式存在内部矛盾，而且一套不可持续。部分批评者认为，北欧模式取得的成就只是昙花一现，在未来势必消失:11。
北欧国家内部的批评意见认为，北欧模式的庞大公共部门和高税率会使投资者和企业主望而却步，阻碍经济增长:25。
一项对丹麦和美国比较的研究表明，丹麦社会确实比美国具有更强的流动性。但是，丹麦税前的收入分配结构与美国相差无几，收入分配的相对公平性体现在经过收入再分配的税后收入上。丹麦对教育的大规模投资使丹麦贫困家庭的子女认知能力高于美国，但双亲都没有上过大学的家庭子女仍然很少选择接受大学教育。健全的社会福利使国民接受高等教育的意愿下降，因为进入大学带来的收入增加不明显，且具有较低学历的工人也能享受到多种社会福利。
发表在英国《衛報》的一篇评论认为，北欧国家的人均碳排放并不低：2010年，芬兰和挪威的人均碳排放量分居世界24位和26位，高于排在世界46位的英国；北欧国家的生态足迹是2.7全球公顷（gha），远高于全球平均1gha。此外，挪威依赖北海的石油、瑞典依赖国内的铁矿、芬兰依赖国内的森林，这些都属于开采工业，会带来不低的碳排放量。因此，北欧模式并不是一套完美的可持续发展制度。该评论提出，北欧模式并不一定值得所有国家借鉴。